# Michaël Korybut Wiśniowiecki
Michaël Korybut Wiśniowiecki (Pools: Michał) (Wiśniowiec, 31 juli 1640 – Lviv, 10 november 1673) was koning van Polen en grootvorst van Litouwen van 1669 tot 1673. Hij was de zoon van vorst Jeremi Wiśniowiecki en Gryzelda Zamoyska en was een afstammeling van zowel Rurik als Gediminas van Litouwen.

## Koningschap
Na de abdicatie van Jan II Casimir werd hij door de Poolse adel uit vier kandidaten tot koning van Polen verkozen en op 19 juni 1669 werd hij gekroond. Hij was de eerste koning van Poolse origine sinds de dood van koning Sigismund II in 1572.
In 1672 verklaarde hij de oorlog aan het Osmaanse Rijk, wat leidde tot de Turks-Poolse Oorlog (1672-1676). In juni van dat jaar belegerde een 100.000 man sterk Turks leger onder leiding van sultan Mehmet IV de vesting Kamieniec Podolski, die op 26 augustus viel. De bevelhebber van de vesting blies zich op, zodat de Turken niets meer dan een ruïne konden innemen. Desalniettemin moest Michael in oktober de tussentijdse Vrede van Butsjatsj tekenen, waarbij hij Podolië aan de Verheven Porte moest afstaan.
De oorlog zette zich voort, maar Michael maakte het einde niet mee. Hij stierf in 1673 en werd begraven in het koninklijk slot op de Wawel.

## Huwelijk
Wiśniowiecki huwde op 27 februari 1670 te Warschau met Eleonora van Oostenrijk (1653 – 1697), dochter van keizer Ferdinand III. Het huwelijk bleef kinderloos.